# ブルキート
ブルキート（Буркiт）は、カザフスタン国内軍の特殊部隊。カザフ語で、ブルキートは、イヌワシを意味する。
隊員は、茜色のベレー帽を着用する。

## 概要
2000年4月（別説によれば3月）、当時の内務相カイルベク・スレイメノフにより創設された。
2001年、各州の中心地に地域グループが創設された。2003年、アスタナに類似部隊の創設が計画された。
部隊の平時の任務は、武装匪賊・テロ組織に対する特殊作戦、人質の解放、戦略施設での特殊作戦、紛争当事者の隔離、騒擾の鎮圧である。非常事態時には法体制の保障を担当し、戦時には領域防衛任務を遂行する。

## 編制
ブルキートは、50人以上から成り、アルマトイに駐屯する。

## 訓練
隊員は、山地、射撃、爆破、登山、市街地戦闘を訓練される。毎年春、国内軍の各部隊から200～250人の兵士が志願するが、入隊試験に合格するのは10～15人に過ぎない。